# Adolf Albin
Adolf Albin (Bucarest, 14 settembre 1848 – Vienna, 1º febbraio 1920) è stato uno scacchista rumeno.
Nacque da una ricca famiglia di Bucarest con antenati di origine tedesca.
Dopo aver terminato gli studi all'Università di Vienna, tornò in Romania dove intraprese un'attività nel campo editoriale gestendo una stamperia. Collaborò spesso come traduttore col barone Bethel Henry von Strousberg, un ricco imprenditore tedesco di origine polacca chiamato "Il Re delle Ferrovie".
Nel 1872 pubblicò il primo libro di scacchi in rumeno: Amiculŭ Jocului de Shach. La bancarotta di von Strousberg nel 1875 indusse Albin a trasferirsi a Vienna con la moglie e i tre figli.

## Carriera scacchistica
Iniziò ad interessarsi di scacchi verso i vent'anni, ma partecipò a tornei importanti quando era già quarantenne.
Nel 1890 si classificò 8º nel Kolisch Memorial di Vienna, vinto da Max Weiss. In questo torneo introdusse (nella partita con Csank) la variante della difesa francese 1.e4 e6 2.d4 d5 3.Cc3 Cf6 4.Ag5 Ae7 5.e5 Cfd7 6.h4, che è ora nota come "attacco Chatard-Alekhine", ma che per un certo tempo fu chiamata "attacco Albin". 
A Dresda 1892 arrivò a metà classifica con 8/17 ma sconfisse il vincitore del torneo Tarrasch nel loro incontro diretto.
Nel 1893 si classificò 2º dietro a Emanuel Lasker (che realizzò 13/13) nel torneo di New York, davanti a giocatori del calibro di Harry Nelson Pillsbury e Jackson Showalter (chiamato dagli americani "Il leone del Kentucky").
Fu in questo torneo che introdusse ad alto livello, nella partita con Lasker, il controgambetto Albin.
Questa apertura era però già stata giocata nel torneo di Milano 1881 nella partita Salvioli-Cavallotti. La paternità teorica di questa apertura spetta comunque a Serafino Dubois, che ne diede alcune analisi nel 1872 con il commento È una mia scappata, e la do per quel che vale.

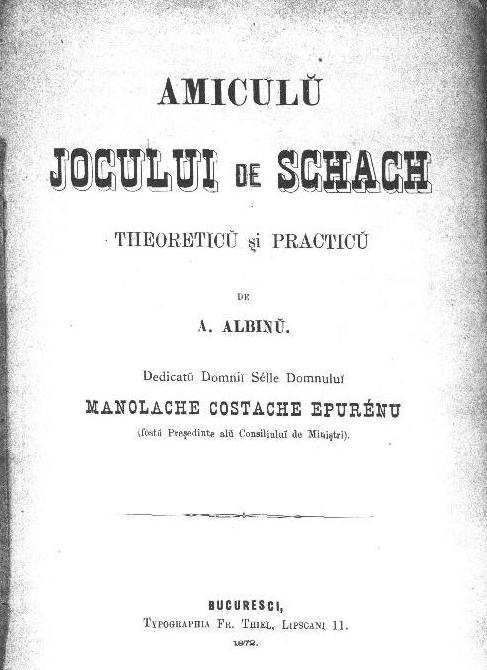
La copertina del primo libro di scacchi in rumeno

Nel 1894 si classificò ancora secondo nel torneo di New York dietro al vincitore Wilhelm Steinitz, davanti a Showalter e Pillsbury. Vinse con Steinitz nell'incontro diretto. Vista la forza dei primi classificati, questi due secondi posti possono essere considerati i più grandi successi della sua carriera.  
Nel grande torneo di Hastings 1895 arrivò solo 17º su 22 partecipanti, ma vinse cinque partite e fece patta con Lasker, Chigorin, Schlechter, Teichmann e Von Bardeleben. Al termine del torneo giocò un match con Jackson Showalter, col risultato + 7 – 10 = 9. 
Dopo il torneo di Hastings tornò in Europa e disputò vari tornei e match: Norimberga e Budapest nel 1896, Berlino 1897, Colonia 1898, match con Simon Alapin a Vienna nel 1900 (+ 1 – 1 = 4), match con Georg Marco a Vienna nel 1901 (+ 2 – 4 = 4), Monte Carlo 1902 e 1903, Vienna 1907, con risultati via via declinanti. Nel 1918 giocò un mini-match con Richard Réti, terminato in parità (+ 1 – 1).
Morì in un sanatorio di Vienna nel 1920 all'età di 72 anni.